# Ilaria Toniolo
Ilaria Toniolo (Camposampiero, 9 maggio 1997) è una calciatrice italiana, di ruolo portiere.
Con le Azzurrine Under-17 ha conquistato il terzo posto nel Campionato europeo di categoria 2014 e il terzo posto nel Mondiale della Costa Rica 2014

## Biografia
Ilaria Toniolo nasce a Camposampiero, in provincia di Padova, ma cresce con i genitori a Rossano Veneto.

## Carriera

### Club
Raggiunti i termini di età per giocare nelle formazioni miste, nel 2011 si tessera con il Vicenza, società che si appresta a disputare il campionato di Serie A2 2011-2012. La prima stagione è inserita in rosa come riserva della titolare Alessia Rizzo e deve conquistarsi il posto di seconda confrontandosi con le compagne Giada Bernardelle e Francesca Gonella, rispettivamente con il Vicenza da un anno e da due. Durante la stagione ha l'opportunità di scendere in campo quattro volte, tre da titolare, con uno score negativo di 9 gol subiti. La stagione successiva (2012-2013) con la partenza di Rizzo e Gonella la società le affida il ruolo portiere titolare.
Nell'estate 2014 trova un accordo con l'AGSM Verona per ricoprire il ruolo di portiere di riserva di Stéphanie Öhrström durante la stagione 2014-2015. Il suo debutto in Serie A avviene l'8 novembre 2014, in occasione della partita vinta 1-11 fuori casa con il Cuneo, entrando al 9' del secondo tempo. Alla sua prima stagione con la maglia gialloblu scende in campo in sei delle 26 partite previste subendo una sola rete; al termine del campionato conquista il suo primo scudetto personale e il quinto titolo di Campione d'Italia per la società.
Riscattato il cartellino dell'atleta, il Vicenza, durante il calciomercato estivo 2015, trova un accordo con Fimauto Valpolicella per far tornare Toniolo a vestire nuovamente la maglia rossoblu come titolare per la stagione 2015-2016 di Serie B. Durante il campionato viene impiegata in 17 incontri, alternandosi tra i pali con Giulia Meleddu, riuscendo grazie alle sue qualità a incassare solo 11 reti, che assieme alle 4 della collega a fine torneo risultano il miglior risultato del girone A, non sufficiente tuttavia a conquistare la promozione, fermandosi al secondo posto a due punti dal Como 2000.
Durante il calciomercato estivo 2016 sottoscrive un accordo con il neopromosso Chieti che le offre l'opportunità di giocare nuovamente in Serie A per la stagione 2016-2017. Con il Chieti non disputa alcuna partita e nel mese di dicembre 2016 si svincola.
Durante il calciomercato invernale trova un accordo con il Pro San Bonifacio dell'omonima cittadina della provincia di Verona per disputare la seconda parte della stagione in Serie B.
Per la stagione 2018-2019 passa al Cittadella, sorto dalla fusione tra Bassano e Pro San Bonifacio.

### Nazionale
Nel gennaio 2015 il selezionatore delle nazionali giovanili dell'Italia Corrado Corradini la convoca a Coverciano presso il Centro Tecnico Sportivo Federale della FIGC per uno stage in vista di un possibile inserimento in rosa nella nazionale italiana Under-19 in vista della Fase Élite del campionato europeo di categoria 2015.
Nel novembre 2016 viene inserita per la prima volta dal commissario tecnico Antonio Cabrini nella lista delle giocatrici convocate in nazionale maggiore, in occasione del "Torneo Internazionale Manaus 2016", in programma dal 7 al 18 dicembre 2016.

## Palmarès

### Club
- Campionato italiano femminile: 1

AGSM Verona: 2014-2015